# Pagan Fury
Pagan Fury är en svensk musikgrupp. Bandet definierar sin musikstil som folk metal och släppte sin första singel Until the Day We Die 2018, från debut-EP:n Pagan Fury. Frontfigur är sångerskan Arven Latour, alias för Mia Stegmar. Övriga medlemmar är Nils Magnell, Joakim Löwmark och Andre Sund.
Bandet har tydliga influenser av neopaganism, grundat i medlemmarnas historieintresse. Pagan Fury har fungerat som officiellt band för medeltidsdatorspelet Crusader Kings II sedan 2018, då man inledde ett samarbete med spelets svenska utgivare Paradox Interactive. Paradox Interactive fungerade även som bandets skivbolag.

## Melodifestivalen 2019
Pagan Fury ställde  upp i Melodifestivalen 2019, med låten Stormbringer. De tog sig inte vidare från den fjärde deltävlingen.
Mia Stegmar har tidigare ställt upp i Melodifestivalen 2004 som medlem av duon Itchycoo, tillsammans med musikern och musikproducenten Tobias Gustavsson som senare blev musikchef på Paradox Interactive.
Bandets medverkan i Melodifestivalen 2019 kritiserades av bland andra Emanuel Karlsten i Mediepodden, där han menade att bandets medverkan är att jämställa med ett reklaminslag. SVT menade dock att Paradox Interactive i sin roll som skivbolag förbundit sig att följa samma riktlinjer som övriga skivbolag kring Melodifestivalen.

## Diskografi

### EP
- Pagan Fury (2018)
- Warrior Queen (2019)

### Singlar
- Until the Day We Die (2018)
- Stormbringer (2019)
- Stormbringer (acoustic version) (2019)

### Samlingsalbum
- Melodifestivalen 2019 (2019)